# Svinenød
Svinenød (Conopodium majus norsk: Jordnøtt) er en sjælden plante i Danmark, den er derfor på rødlisten over plantearter i Danmark. På plantens rod vokser en kastanjelignende spiselig nød, som også smager af kastanje. Disse nødder spises af svin, deraf navnet. Nødderne kan blive op til 25 mm i diameter. Planten er, bortset fra i Danmark, almindelig i Europa og Nordafrika og vokser i skove og på marker. Planten kan blive 1 meter høj og får små hvide blomster. 
Svinenød nævnes i Stormen af William Shakespeare.